# Пуансе
Пуансе (фр. Pouancé) — коммуна во Франции, в регионе Земли Луары, департамент Мен и Луара.

## География
Коммуна и город Пуансе лежит в долине реки, Верзе, в 16 километрах восточнее Шатобриана, в так называемом «четырёхугольнике», образованном городами Ренн-Лаваль-Анжер-Нант. Административно Пунас является центром одноимённого кантона, входящего в округ Сегре.

## Достопримечательности
- Часовая башня XV столетия, старинная голубятня и хранилище для соли XVII века являются охраняемыми историческими памятниками.
- Находящиеся выше города в долине Верзе развалины замка XIII—XV веков также внесены в список исторических памятников Франции. Стены XIII столетия окружены 11 башнями.
- В городском центре сохранились здания в стиле Ренессанса XV века, здания XVII века, лавуары и старинная мельница.